# City Hall and City Duma
O projeto City Hall and City Duma atualmente em construção, será a nova sede do governo de Moscou e da Duma, o parlamento russo. O complexo consistirá em  4 torres, cada uma com 308.4 metros e 71 andares. Atualmente, o governo da cidade tem usado centenas de edifícios menores espalhados pela cidade. Espera-se que todo o poder político se concentre no novo complexo, o que gerará mais organização, os edifícios em uso atualmente estão sendo vendidos.
O projeto consiste em quatro arranha-céus com algumas pontes duplas entre as torres e oito pontes de pavimento no topo. As pontes no alto do edifício terão a forma da letra "M" de "Москва" (Moscou).
O projetou começou a ser executado em 2005.  Espera-se que seja concluído em 2008.